# Jiří Zástěra
Jiří Zástěra (9 novembre 1913 – 15 agosto 1983) è stato un calciatore cecoslovacco, di ruolo difensore.

## Carriera

### Nazionale
Esordisce il 9 maggio 1946 contro la Jugoslavia (0-2).

## Palmarès

### Giocatore
- Campionato cecoslovacco: 2

Sparta Praga: 1946, 1948

### Allenatore
- Campionato cecoslovacco: 1

Spartak Hradec Králové: 1959-1960